# 莱索瓦日
莱索瓦日（法語：Les Sauvages，法語發音：[le sovaʒ]）是法国罗讷省的一个市镇，属于索恩河畔自由城区。

## 地理
莱索瓦日（45°55'30"N, 4°22'35"E）面积12.55 平方千米，位于法国奥弗涅-罗讷-阿尔卑斯大区罗讷省，该省份为法国中东部省份，北起顺时针与索恩-卢瓦尔省、安省、里昂大都会、伊泽尔省和卢瓦尔省接壤。
与莱索瓦日接壤的市镇（或旧市镇、城区）包括：塔拉尔、马谢扎勒、昂普勒皮、茹村、瓦尔索讷。

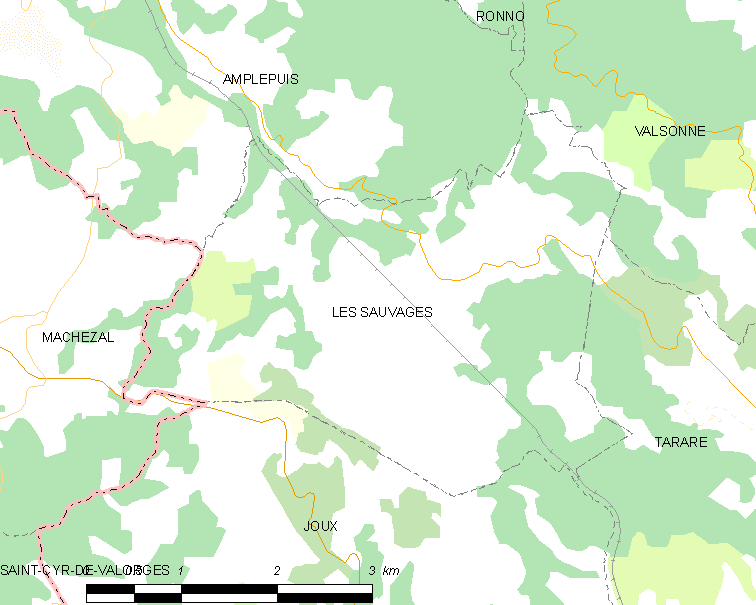
莱索瓦日的OSM定位图

莱索瓦日的时区为UTC+01:00、UTC+02:00（夏令时）。

## 行政
莱索瓦日的邮政编码为69170，INSEE市镇编码为69174。

## 政治
莱索瓦日所属的省级选区为塔拉尔县。

## 人口

1962-2008年间莱索瓦日人口变化图示

莱索瓦日于2022年1月1日时的人口数量为621人。